# Cantó de Bél Luéc
El cantó de Bél Luéc és un cantó francès del departament de la Corresa, situat al districte de Briva la Galharda. Té 13 municipis i el cap és Bél Luéc.

## Municipis
- Astalhac
- Bél Luéc
- Bilhac
- Brivasac
- La Chapela aus Sents
- Chanaliech Mascher
- Liordres
- Nonars
- Puèg d'Arnac
- Caissac las Vinhas
- Seunhac
- Tudel
- Vegena

## Història
| Data d'elecció                           | Identitat          | Partit        | Qualitat |
| ---------------------------------------- | ------------------ | ------------- | -------- |
| 1973-1979                                | M. Rougery         | Divers droite |          |
| 1979-1985                                | M. Audebert        | PS            |          |
| 1985-1992                                | René Malmartel     | RPR           |          |
| 1992-1998                                | Michel Sapin       | RPR           |          |
| 1998-2004                                | Jacques Vigier     | RPR           |          |
| 2004-                                    | Jacques Descargues | PS            |          |
| les dades anteriors no són pas conegudes |                    |               |          |
|                                          |                    |               |          |

| 1962  | 1968  | 1975  | 1982  | 1990  | 1999  | 2006  |
| ----- | ----- | ----- | ----- | ----- | ----- | ----- |
| 4.623 | 5.044 | 4.627 | 4.416 | 3.983 | 3.766 | 3.954 |